# Barbourofelis fricki
O Barbourofelis fricki era um grande predador que viveu há cerca de 6 milhões de anos, durante o Mioceno Superior, na América do Norte. O nome Barbourofelis é derivado daquele do paleontólogo E.H. Barbour, que junto com G.H. Coook descobriu restos fósseis desses animais nos depósitos do Mioceno do Texas. O Barbourofelis fricki e seus parentes próximos são muitas vezes conhecidos como falsos dentes-de-sabre, pois não eram felinos realmente, mas parentes próximos dos gatos verdadeiros, pertencendo a uma família agora extinta conhecido como Nimravidae.